# 岩永亮太郎
岩永亮太郎，日本男性漫畫家。出身於兵庫縣。代表作是目前在講談社連載、2006年10月至2007年3月播出同名電視動畫的《南瓜剪刀》。

## 人物簡介
以前筆名「西成岩男」創作過成人漫畫。2002年，開始在講談社Magazine增刊雜誌《Magazine GREAT》連載《南瓜剪刀》出道。2006年以後移籍至《月刊少年Magazine》繼續連載至今。

## 作品
講談社發行。東立出版社代理。
- 南瓜剪刀

（《Magazine GREAT》2002年－2006年→《月刊少年Magazine》2006年11月號－連載中，已發行23冊／截至2020年1月）